# Iesada Tokugawa
Iesada Tokugawa (jap. 徳川 家定 Tokugawa Iesada; ur. 6 maja 1824, zm. 14 sierpnia 1858) – trzynasty siogun z rodu Tokugawa, rządzący Japonią w latach 1853–1858. Zmarł bezpotomnie w wieku 34 lat.